# Pont de Courbevoie
Le pont de Courbevoie franchit la Seine sur une longueur de 370 mètres de Courbevoie à Neuilly-sur-Seine, dans le département des Hauts-de-Seine.

## Historique

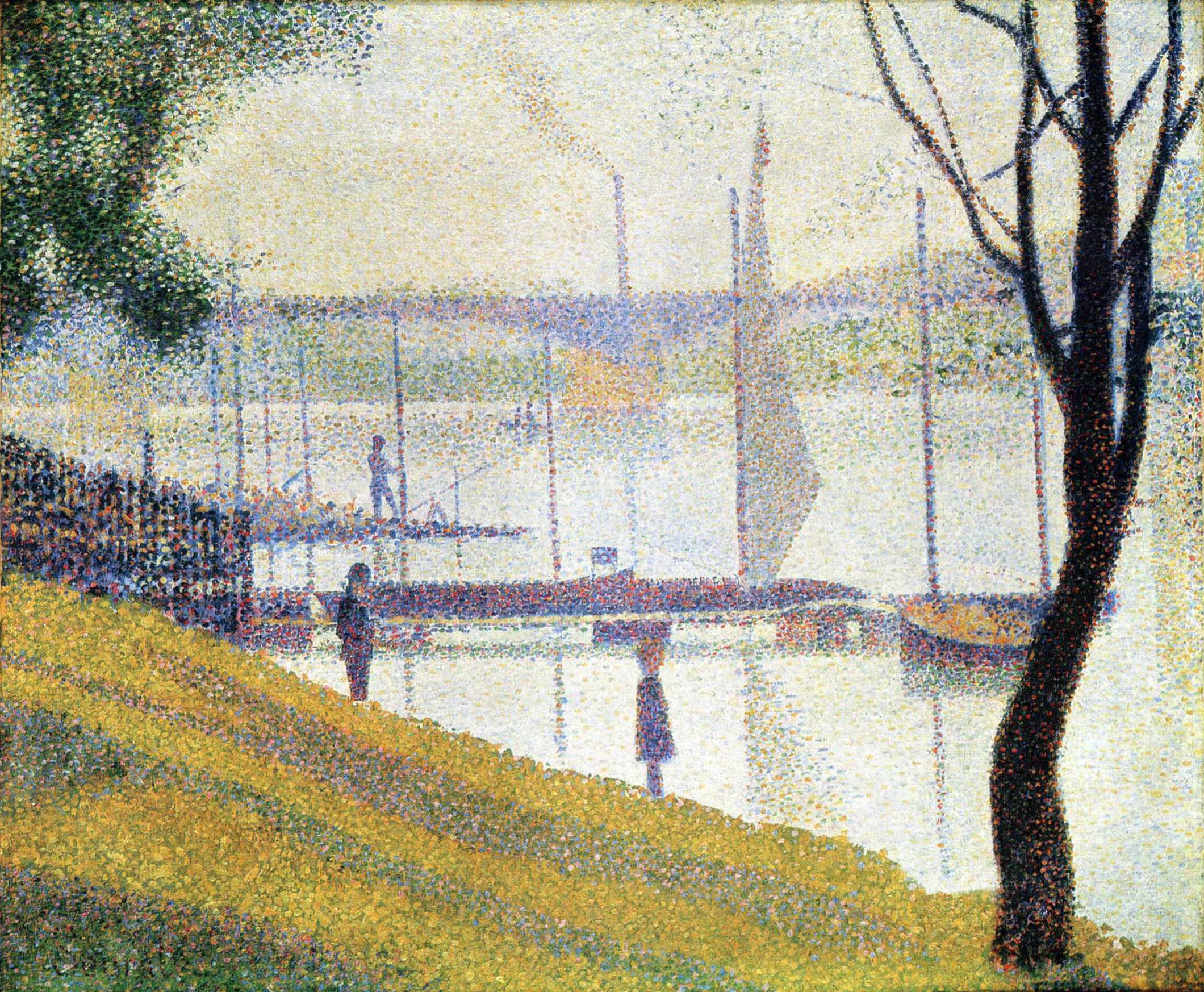
Le précédent pont, peint par Georges Seurat (1859-1891).

Le pont actuel en béton précontraint a été construit en 1971 en remplacement du précédent pont métallique de 1924.

## Tracé
Ce pont traverse la Seine en deux parties.
La première part du carrefour du boulevard de Verdun, de la rue Victor-Hugo et du quai du Maréchal-Joffre à Courbevoie, et rejoint l'Île de la Jatte.
La seconde partie, au sud-est, part de l'Île de la Jatte et rejoint le boulevard Bineau. Son tracé est celui de la route nationale 308.

## Trafic routier

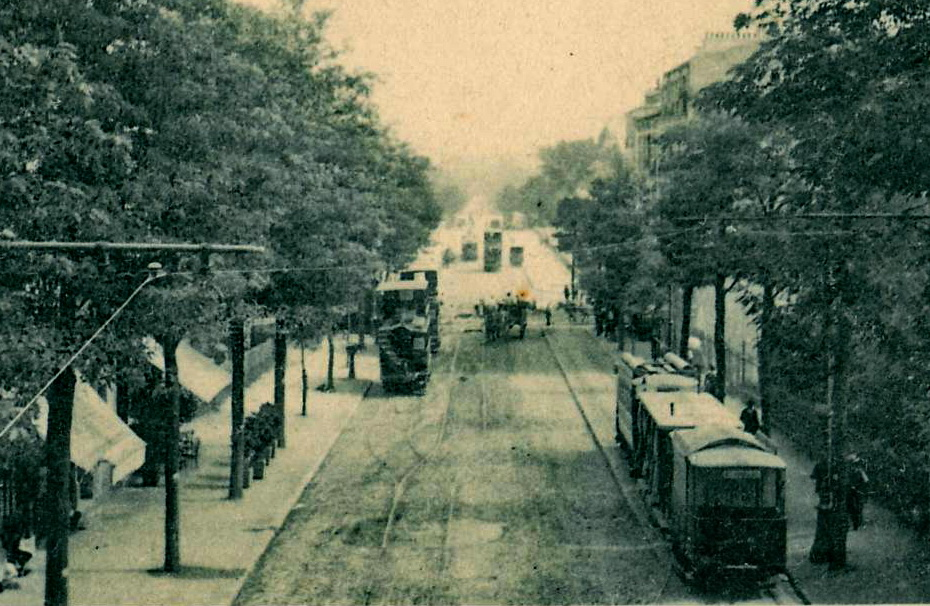
Avant de supporter un trafic automobile élevé, le pont était le lieu de passage de nombreux tramways desservant la banlieue parisienne. Cliché de l'ancien pont, avant 1903.

Lors d'un comptage effectué en 2006 au moyen de compteurs à tubes, le trafic moyen journalier annuel s'élevait à 42 208 véhicules.
À cet endroit, la route nationale croise la route départementale 7, avec au sud-ouest, le quai du Président-Paul-Doumer qui reçoit le trafic venant de La Défense et du pont de Neuilly, et au nord-est, le quai du Maréchal-Joffre qui draine la circulation venant notamment de l'autoroute A86.